# کومارویل-کوآ
کومارویل-کوآ (به انگلیسی: Coumaroyl-CoA) با فرمول شیمیایی C30H42N7O18P3S یک ترکیب شیمیایی با شناسه پاب‌کم 5280329 است. که جرم مولی آن ۹۱۳٫۶۷ گرم بر مول می‌باشد. 